# Chesil Beach

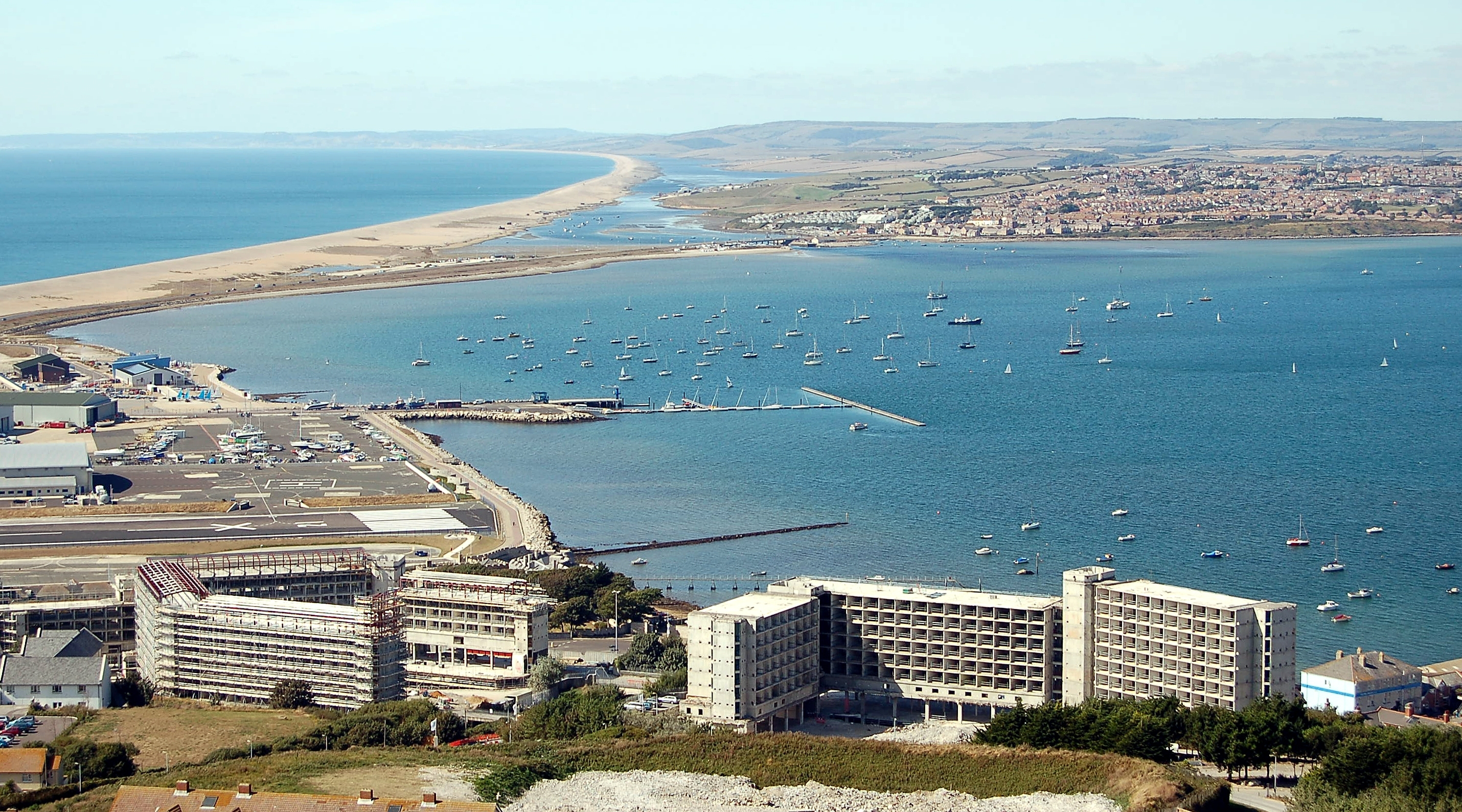
Chesil Beach, Wyke Regis y la isla de Pórtland.

Chesil Beach (50°34′12″N 2°27′36″O / 50.57000, -2.46000), a veces llamada Chesil Bank, es un tómbolo en Dorset, al sur de Inglaterra. La playa mide 29 km de largo por 200 m de ancho, a 15 m sobre el nivel del mar. Forma parte de la Costa Jurásica, declarada Patrimonio de la Humanidad por la Unesco, y es el escenario central del libro On Chesil Beach, de Ian McEwan.
Cerca de su final junto a la isla de Pórtland, la playa se curva bruscamente para formar Chesil Cove. Esta parte de la playa protege el pueblo de Chiswell de las inundaciones.
La playa brinda resguardo a las localidades de Weymouth y Chiswell de los vientos y las olas. De otro modo, quizá, las mismas no podrían existir.
Junto con la laguna Fleet conforma un Sitio de Especial Interés Científico.

### Fotografías
- Weymouth Pictures - Chesil & Portland
- Chesil Beach Photographs
- South West Coast Path, showing shingle grading
- Chesil Beach Group on Flickr

- Datos: Q1070604
- Multimedia: Chesil Beach / Q1070604